# Knud Erik Langhoff
Knud Erik Langhoff (født 12. oktober 1950 i Gl. Åbo ved Sønder Stenderup) er en dansk politiker, der siden 1. januar 2022 har været borgmester i Kolding Kommune, valgt for Det Konservative Folkeparti.
Knud Erik Langhoff er uddannet fra sergentskolen i Sønderborg, landmand fra Gråsten Landbrugsskole, merkonom i markedsføring fra Handelsskolen i Kolding og erhvervsrådgiver. Han har blandt andet arbejdet som salgs- og marketingsdirektør i foderstofbranchen og senest som erhvervsrådgiver i Jyske Bank.
Politisk debuterede han som byrådsmedlem i 2010 og sad frem til 2018. Han var i perioden blandt andet formand for teknikudvalget. Ved kommunalvalget i 2021 gjorde han comeback i byrådet efter fire års fravær. Med sine tre mandater blev Det Konservative Folkeparti tungen på vægtskålen, der kunne vælge mellem et samarbejde med Venstre og Dansk Folkeparti eller med venstrefløjen. Langhoff valgte det sidste og fik støtte fra SF, Socialdemokratiet og Radikale Venstre.
Han er gift med Kirsten, som han har fem børn med. Parret bor i Sønder Bjert.